# Coblentz (cráter)
Coblentz es un pequeño cráter de impacto situado en la cara oculta de la Luna, al sur del mucho más grande cráter Bolyai. Este cráter mantiene un borde circular, aunque desgastado por la erosión de impactos sucesivos. Esto es particularmente visible en el extremo sur, donde existe una brecha irregular en el borde. El suelo interior carece relativamente de rasgos distintivos, salvo por algunos pequeños cráteres.
|  |

El borde noroeste de Coblentz se une al borde sur de Bolyai mediante un resalto en forma de arco, con varias zonas de material oscuro de bajo albedo justo al sur y al suroeste de Coblentz.